# Női 4 × 100 méteres váltófutás a 2023-as atlétikai világbajnokságon
A 2023-as atlétikai világbajnokságon a női 4 × 100 méteres váltófutás döntőjét augusztus 26-án rendezték meg Budapesten, a Nemzeti Atlétikai Központban.

## Rekordok
A versenyt megelőzően a következő rekordok voltak érvényben:
| Világrekord         | Egyesült ÁllamokTianna Madison, Allyson Felix, Bianca Knight, Carmelita Jeter                    | 40,82 | London, Nagy-Britannia | 2012. augusztus 10. |
| Világbajnoki rekord | JamaicaVeronica Campbell-Brown, Natasha Morrison, Elaine Thompson-Herah, Shelly-Ann Fraser-Pryce | 41,07 | Peking, Kína           | 2015. augusztus 29. |

## Eredmények
Az időeredmények perc:másodpercben értendők. A rövidítések jelentése a következő:
| - WR: világrekord - CR: világbajnoki rekord - NR: országos rekord - PB: egyéni legjobb eredménye | - SB: 2023-ban az addigi legjobb eredménye - DNS: nem indult a futamon - DNF: nem ért célba - DQ: kizárták |

### Előfutamok
Minden előfutam első három helyezettje automatikusan a döntőbe jutott. Az összesített eredmények alapján további két csapat jutott a döntőbe.

| H   | Előfutam | Nemzet             | Versenyzők                                                                        | E     | Mj     |
| --- | -------- | ------------------ | --------------------------------------------------------------------------------- | ----- | ------ |
| 1.  | 2        | Egyesült Államok   | Tamari Davis, Twanisha Terry, Tamara Clark, Melissa Jefferson                     | 41,59 | Q, SB  |
| 2.  | 1        | Jamaica            | Briana Williams, Elaine Thompson-Herah, Shashalee Forbes, Shelly-Ann Fraser-Pryce | 41,70 | Q, SB  |
| 3.  | 2        | Elefántcsontpart   | Murielle Ahouré-Demps, Marie-Josée Ta Lou, Jessika Gbai, Maboundou Koné           | 41,90 | Q, AR  |
| 4.  | 2        | Olaszország        | Dalia Kaddari, Anna Bongiorni, Alessia Pavese, Zaynab Dosso                       | 42,14 | Q, NR  |
| 5.  | 1        | Nagy-Britannia     | Asha Philip, Imani Lansiquot, Bianca Williams, Annie Tagoe                        | 42,33 | Q, SB  |
| 6.  | 2        | Hollandia          | N'Ketia Seedo, Marije van Hunenstijn, Jamile Samuel, Tasa Jiya                    | 42,53 | q      |
| 7.  | 1        | Svájc              | Nathacha Kouni, Salomé Kora, Géraldine Frey, Melissa Gutschmidt                   | 42,64 | Q, SB  |
| 8.  | 2        | Lengyelország      | Pia Skrzyszowska, Krystsina Tsimanouskaya, Magdalena Stefanowicz, Ewa Swoboda     | 42,65 | q, SB  |
| 9.  | 1        | Németország        | Louise Wieland, Sina Mayer, Gina Lückenkemper, Rebekka Haase                      | 42,78 | qR, SB |
| 10. | 1        | Trinidad és Tobago | Akliah Lewis, Michelle-Lee Ahye, Reyare Thomas, Leah Bertrand                     | 42,85 | SB     |
| 11. | 1        | Spanyolország      | Lucia Carrillo, Jaël Bestué, Paula Sevilla, Carmen Marco                          | 42,96 | SB     |
| 12. | 1        | Franciaország      | Carolle Zahi, Gémima Joseph, Helene Parisot, Mallory Leconte                      | 43,12 | SB     |
| 13. | 2        | Kuba               | Laura Moreira, Enis M. Pérez, Yarima García, Yunisleydis García                   | 43,17 | =SB    |
| 14. | 2        | Magyarország       | Kerekes Gréta, Csóti Jusztina, Takács Boglárka, Kocsis Anna                       | 43,38 | NR     |
| 15. | 2        | Brazília           | Garbriela Mourão, Vitoria Cristina Rosa, Ana Carolina Azevedo, Rosângela Santos   | 43,46 | SB     |
|     | 2        | Nigéria            | Justina Eyakpobeyan, Favour Ofili, Rosemary Chukwuma, Faith Okwose                |       | DNF    |
|     | 1        | Ausztrália         | Ebony Lane, Bree Masters, Kristie Edwards, Torrie Lewis                           |       | DNF    |

### Döntő
| H  | Pálya | Nemzet           | Versenyzők                                                                    | E     | Mj  |
| -- | ----- | ---------------- | ----------------------------------------------------------------------------- | ----- | --- |
| 1  | 6     | Egyesült Államok | Tamari Davis, Twanisha Terry, Gabrielle Thomas, Sha'Carri Richardson          | 41,03 | CR  |
| 2  | 7     | Jamaica          | Natasha Morrison, Shelly-Ann Fraser-Pryce, Shashalee Forbes, Shericka Jackson | 41,21 | SB  |
| 3  | 8     | Nagy-Britannia   | Asha Philip, Imani Lansiquot, Bianca Williams, Daryll Neita                   | 41,97 | SB  |
| 4. | 4     | Olaszország      | Zaynab Dosso, Dalia Kaddari, Anna Bongiorni, Alessia Pavese                   | 42,49 |     |
| 5. | 3     | Lengyelország    | Pia Skrzyszowska, Krystsina Tsimanouskaya, Magdalena Stefanowicz, Ewa Swoboda | 42,66 |     |
| 6. | 1     | Németország      | Louise Wieland, Sina Mayer, Gina Lückenkemper, Rebekka Haase                  | 42,98 |     |
|    | 5     | Elefántcsontpart | Murielle Ahouré-Demps, Marie-Josée Ta Lou, Jessika Gbai, Maboundou Koné       |       | DNF |
|    | 2     | Hollandia        | N'Ketia Seedo, Lieke Klaver, Nadine Visser, Tasa Jiya                         |       | DNF |
|    | 9     | Svájc            | Nathacha Kouni, Salomé Kora, Géraldine Frey, Melissa Gutschmidt               |       | DQ  |